# قشة أبيض
القشة الأبيض (الأسم العلمي: Mico leucippe) هو نوع من أنواع بهيات الشعر المستوطنة في البرازيل. يعيش القشة الأبيض في منطقة صغيرة من حوض الأمازون الشرقي في ولاية بارا البرازيلية. موطنها هو الغابات المطيرة، حيث يوجد بشكل رئيسي في الغابات الثانوية وفي حواف الغابات الأكثر كثافة.
لا يُعرف سوى القليل عن طريقة حياة هذه الرئيسيات؛ ربما يتوافق مع أسلوب حياة القرود الأخرى. وفقًا لهذا، فهي نهارية وتنام في تجاويف الأشجار ليلاً، يعيشون في مجموعات تصل من 4 إلى 15، يتكون نظامهم الغذائي من عصارة الأشجار - والتي تتكيف مع أسنانهم المتخصصة في الفك السفلي القادر على قضم ثقوب في لحاء الشجرة. كما يأكلون الحشرات والحيوانات الصغيرة الأخرى وكذلك الفواكه. يولد توائم عادةً ويشارك الأب وأعضاء المجموعة الآخرون بشكل مكثف في تربية الصغار.

## الخطر
منذ أن تم بناء الطرق في منطقة توزيع القرد في السبعينيات، تعرضت هذه المنطقة بشكل متزايد لإزالة الغابات وإنشاء المزارع. لا توجد مناطق محمية في منطقة التوزيع. وفقًا لتقديرات الاتحاد الدولي لحفظ الطبيعة، انخفض إجمالي أعداد هذه القرود بنسبة 30 ٪ في السنوات الـ 18 الماضية، وتم إدراج الأنواع على أنها «مهددة بالانقراض» (معرضة للخطر).